# Ty Jerome
Ty Jeremy Jerome (Nova Iorque, 8 de julho de 1997) é um jogador norte-americano de basquete profissional que atualmente joga no Memphis Grizzlies da National Basketball Association (NBA).
Ele jogou basquete universitário na Universidade de Virginia e em 2019 foi o armador titular do time campeão nacional. Jerome foi selecionado pelo Philadelphia 76ers como a 24ª escolha geral no draft de 2019 da NBA, mas foi negociado com o Phoenix Suns. Em 30 de junho de 2025, Ty Jerome, que após o fim da temporada 2024-25 se tornou agente livre e assinou um contrato de três anos com o Memphis Grizzlies pelo valor total de 28 milhões de dólares. O acordo inclui uma opção de jogador para o terceiro ano.

## Primeiros anos
Jerome frequentou a Iona Preparatory School em New Rochelle, New York e foi jogador do time por quatro anos. Depois de sua terceira temporada na Iona Prep, ele foi nomeado para a Primeira-Equipe da Conferência, Metropolitano e do Estado. A última temporada de Jerome foi interrompida devido a uma lesão no quadril.
Em 2 de setembro de 2014, Jerome se comprometeu a jogar basquete universitário na Universidade da Virgínia.
| Informações de recrutamento | Informações de recrutamento                      | Informações de recrutamento | Informações de recrutamento | Informações de recrutamento | Informações de recrutamento |
| Nome | Cidade Natal                                     | Escola/Universidade         | Altura                      | Peso                        | Data da revisão             |
| --- | ------------------------------------------------ | --------------------------- | --------------------------- | --------------------------- | --------------------------- |
| Ty Jerome PG | New Rochelle, NY                                 | Iona Prep                   | 1.96 m                      | 82 kg                       | 02 de Setembro de 2014      |
| Ty Jerome PG | Recrutamento: Rivais: Scout: 247sports: ESPN: 87 |                             |                             |                             |                             |
| Classificações gerais de recrutamento: Scout: 51º \| Rivals: 53º \| 247sports: 44º \| ESPN: 43º |                                                  |                             |                             |                             |                             |
| - Nota: Em muitos casos, Scout, Rivals, 247Sports e ESPN podem entrar em conflito em suas listas de altura e peso, nestes casos, a média foi obtida. - Nota: A ESPN mede os calouros numa escala de 0 a 100. - Fonte: |                                                  |                             |                             |                             |                             |

## Carreira universitária
Durante seu primeiro ano em Virginia, Jerome foi reserva de London Perrantes. Saindo do banco, ele teve médias de 4,3 pontos, 1,6 rebotes e 1,5 assistências.
Jerome assumiu como armador titular dos Cavaliers em seu segundo ano. Em 30 de dezembro de 2017, ele marcou 31 pontos contra o Boston College. Suas atuações durante a temporada rendeu-lhe uma vaga na Terceira-Equipe da ACC.
Ele foi projetado na maioria dos drafts simulados como uma escolha inicial de segunda rodada no draft da NBA de 2019. Jerome teve médias de 13,6 pontos e 5,5 assistências, ajudando a Virgínia a vencer o Torneio da NCAA de 2019. Na final, ele registrou 16 pontos, 8 assistências e 6 rebotes em uma vitória de 85-77.
Na conclusão da temporada, Jerome anunciou sua intenção de abrir mão de sua última temporada de elegibilidade universitária e se declarar para o Draft da NBA de 2019.

## Carreira profissional

### Phoenix Suns (2019–2020)
Em 20 de junho de 2019, o Philadelphia 76ers selecionou Jerome como a 24ª escolha no Draft da NBA de 2019 da NBA. Seus direitos foram posteriormente negociados com o Boston Celtics junto com Matisse Thybulle antes de ser negociado com o Phoenix Suns junto com Aron Baynes. Em 6 de julho de 2019, o Phoenix Suns anunciou que havia assinado um contato com Jerome.
Antes do início da temporada, Jerome torceu o tornozelo direito em 21 de outubro, deixando-o de fora por tempo indeterminado. Em 25 de novembro, Jerome foi designado para o Northern Arizona Suns. Ele jogou no dia seguinte em uma derrota contra o Iowa Wolves antes de ser chamado de volta pelo Phoenix em 27 de novembro. Jerome foi designado para o Northern Arizona novamente em 29 de novembro para um jogo contra o Sioux Falls Skyforce antes de ser chamado de volta pelo Phoenix um dia depois.
Jerome fez sua estreia na NBA em 2 de dezembro de 2019 em uma vitória por 109–104 sobre o Charlotte Hornets com quatro pontos, quatro assistências, três rebotes e três roubos de bola em 12 minutos de jogo. Em seu próximo jogo, Jerome registrou cinco pontos e sete assistências na derrota por 128-114 para o Orlando Magic. Em 21 de dezembro, Jerome marcou 15 pontos na derrota por 139-125 para o Houston Rockets.

### Oklahoma City Thunder (2020–2022)
Em 16 de novembro de 2020, Jerome foi negociado, junto com Kelly Oubre Jr., Ricky Rubio, Jalen Lecque e uma escolha de primeira rodada de 2022, com o Oklahoma City Thunder em troca de Chris Paul e Abdel Nader.
Ainda se recuperando de uma grave torção no tornozelo esquerdo sofrida um ano antes, ele foi designado para a equipe afiliada do Thunder na G-League, o Oklahoma City Blue. Ele fez sua estreia jogando minutos limitados pelo Blue em 11 de fevereiro de 2021. Jerome fez sua estreia no Thunder em um jogo contra o Atlanta Hawks em 26 de fevereiro. Ele terminou o jogo com 9 pontos, 5 rebotes e 7 assistências em 22 minutos. Ty marcou sua maior pontuação na carreira, 23 pontos, contra o Cleveland Cavaliers em 8 de abril.
Em 8 de março de 2022, Jerome passou por uma cirurgia de hérnia que encerrou sua temporada.
Em 30 de setembro de 2022, Jerome foi negociado, junto com Derrick Favors, Maurice Harkless, Théo Maledon e uma escolha de segunda rodada futura, para o Houston Rockets em troca de David Nwaba, Sterling Brown, Trey Burke e Marquese Chriss. No dia seguinte, ele foi dispensado.

### Golden State Warriors (2022–2023)
Jerome foi contratado pelo Golden State Warriors em 4 de outubro de 2022 para o restante da pré-temporada; em seguida, ele assinou um contrato de duas vias para jogar no Santa Cruz Warriors da G-League.

### Cleveland Cavaliers (2023–Presente)
Em 6 de julho de 2023, Jerome assinou um contrato de 2 anos e US$ 4.6 milhões com o Cleveland Cavaliers.

## Estatísticas da carreira

### NBA

#### Temporada regular
| Ano      | Equipe        | PJ  | PT | MPJ  | AP   | 3P   | LL   | RT  | AS  | BR | TO | PPJ  |
| -------- | ------------- | --- | -- | ---- | ---- | ---- | ---- | --- | --- | -- | -- | ---- |
| 2019–20  | Phoenix       | 31  | 0  | 10.6 | .336 | .280 | .750 | 1.5 | 1.4 | .5 | .1 | 3.3  |
| 2020–21  | Oklahoma City | 33  | 1  | 23.9 | .446 | .423 | .765 | 2.8 | 3.6 | .6 | .2 | 10.7 |
| 2021–22  | Oklahoma City | 48  | 4  | 16.7 | .378 | .290 | .809 | 1.6 | 2.3 | .6 | .1 | 7.1  |
| 2022–23  | Golden State  | 45  | 2  | 18.1 | .488 | .389 | .927 | 1.7 | 3.0 | .5 | .1 | 6.9  |
| 2023–24  | Cleveland     | 2   | 0  | 7.4  | .500 | .000 | —    | .5  | 1.5 | .0 | .0 | 2.0  |
| Carreira | Carreira      | 159 | 7  | 15.3 | .429 | .276 | .812 | 1.6 | 2.3 | .4 | .1 | 6.0  |

### Universitário
| Ano      | Equipe   | PJ  | PT | MPJ  | AP   | 3P   | LL   | RT  | AS  | BR  | TO | PPJ  |
| -------- | -------- | --- | -- | ---- | ---- | ---- | ---- | --- | --- | --- | -- | ---- |
| 2016–17  | Virginia | 34  | 5  | 13.9 | .473 | .397 | .778 | 1.6 | 1.5 | .4  | .1 | 4.3  |
| 2017–18  | Virginia | 34  | 34 | 30.8 | .421 | .379 | .905 | 3.1 | 3.9 | 1.6 | .0 | 10.6 |
| 2018–19  | Virginia | 37  | 37 | 33.9 | .435 | .399 | .736 | 4.2 | 5.5 | 1.5 | .0 | 13.6 |
| Carreira | Carreira | 105 | 76 | 26.2 | .443 | .391 | .806 | 2.9 | 3.6 | 1.1 | .0 | 9.5  |

Fonte:

## Vida pessoal
Jerome é filho de Mark Jerome e Melanie Walker. Ele é birracial, afro-americano, e tem dois irmãos e duas irmãs. Sua avó paterna foi ativa no Movimento pelos Direitos Civis com o Congresso da Igualdade Racial, e seu marido Fred era um fotógrafo que cobriu o movimento.

Jerome se formou em Estudos Americanos na Universidade de Virgínia. Seu jogador favorito na NBA quando era criança era Steve Nash.